# Hoffmann-Insel
Die Hoffmann-Insel (russisch Остров Гофмана, Ostrov Gofmana, teilweise auch als Hofmann-Insel bekannt) ist eine unbewohnte Insel des Franz-Josef-Lands, Oblast Archangelsk, Russland.
Sie wurde nach dem Baron Freiherr Leopold von Hoffmann, einem Mitglied der österreichisch-ungarischen Nordpolgesellschaft, benannt.

## Geographie
Die Hoffmann-Insel weist bei einer Fläche von ca. 49 km² eine Länge von 13 km und eine maximale Breite von 5,6 km auf.
Sie liegt ca. 9 km östlich der Rainer-Insel, von der sie durch die Ruslan-Straße (Proliw Ruslan) getrennt ist. Drei kleine Inselchen liegen vor ihrer nordöstlichen Küste.
Nordöstlich der Hoffmann-Insel verläuft ein 45 km breiter Kanal, bekannt als Proliw Sewero Wostotschny, auf dessen Gegenseite die Freeden-Insel liegt. Ihre höchste Erhebung misst 64 m.